# Girolamo Cannariato
Girolamo Cannariato (Prizzi, 2 marzo 1946) è un politico italiano.

## Biografia
Fu eletto senatore della Repubblica Italiana nella XI Legislatura, aderendo nel 1992 al Gruppo Verdi-La Rete.
Fu membro della 4ª Commissione permanente (Difesa), della  7ª Commissione permanente (Istruzione pubblica, beni culturali) e della 9ª Commissione permanente (Agricoltura e produzione agroalimentare).